# 星暴

在一個矮不規則星系內的星暴 (NASA的圖片)。

星暴是天文學的一個術語，指區域內的恆星形成率高於一般速率。
例如，非常年輕的疏散星團可以是恆星形成率相當高區域的核心，但對天體而言，這是一個普通的情況。然而，整個星系經歷相同的恆星形成率，則可以描述為"星暴"。
安東尼斯塔克和克里斯馬丁在2002年的工作指出，在圍繞著銀河系核心的中心區域，有一片大約400光年的環狀區域，蓄積了數百倍太陽質量的氣體，並且其密度已經達到形成恆星的臨界值。它們預測在2億年內，銀河系的中心會有一段插曲，會以目前100倍的速率在銀河中心形成恆星，並且經歷超新星的過程。星暴可能還會伴隨著產生如同物質落入星系中心黑洞的星系噴流。它們認為每隔5億年，銀河系就會經歷一次星暴的過程。